# Landesregierung Leopold Wagner II
Die Landesregierung Leopold Wagner II bildete die Kärntner Landesregierung in der 23. Gesetzgebungsperiode von der Angelobung der Regierung am 19. März 1975 bis zur Angelobung der nachfolgenden Regierung Wagner III am 29. Oktober 1979.
Obwohl es bei der Landtagswahl 1975 zu keinen Mandatsverschiebungen gekommen war, verlor die Sozialdemokratische Partei Österreichs (SPÖ) einen Regierungssitz an die Freiheitliche Partei Österreichs (FPÖ). Die SPÖ stellte in der Folge vier der sieben Regierungsmitglieder, wobei sie neben dem Landeshauptmann auch den Ersten Landeshauptmann-Stellvertreter und zwei Landesräte entsandte. Die Österreichische Volkspartei (ÖVP) konnte ihre Regierungssitze, die nach dem Proporzsystem vergeben wurden, halten und stellte neben dem Zweiten Landeshauptmann-Stellvertreter auch einen Landesrat. Die FPÖ zog nach dem Verlust der Regierungsbeteiligung 1970 wieder mit einem Landesrat in die Regierung ein.
Gegenüber der Vorgängerregierung Wagner I war es nur zu einer Änderung gekommen. Anstatt des bisherigen Landesrates Hans Ausserwinkler (SPÖ), der seine Funktion als Landesrat auf Grund des Verlustes des SPÖ-Regierungssitzes verlor, zog Mario Ferrari-Brunnenfeld als Landesrat der FPÖ in die Regierung ein.

## Regierungsmitglieder
| Amt                               | Name                      | Partei | Referate |
| --------------------------------- | ------------------------- | ------ | -------- |
| Landeshauptmann                   | Leopold Wagner            | SPÖ    |          |
| 1. Landeshauptmann-Stellvertreter | Erwin Frühbauer           | SPÖ    |          |
| 2. Landeshauptmann-Stellvertreter | Herbert Bacher            | ÖVP    |          |
| Landesrat                         | Rudolf Gallob             | SPÖ    |          |
| Landesrat                         | Hans Schober              | SPÖ    |          |
| Landesrat                         | Stefan Knafl              | ÖVP    |          |
| Landesrat                         | Mario Ferrari-Brunnenfeld | FPÖ    |          |